# Medications
I Medications sono una indie rock - post-hardcore band in attività dal 2003 e formatasi a Washington, negli Stati Uniti. Attualmente la formazione comprende Devin Ocampo, Andrew Becker e Chad Molter.

## Storia del gruppo
La storia dei Medications ha avuto inizio con l'incontro fra il chitarrista Devin Ocampo - ex membro dei Faraquet e Smart Went Crazy - e il batterista Andrew Becker, nel 2003. I due iniziano subito a produrre nuovo materiale, che eseguono live in diverse occasioni cambiando più volte nome e formazione, trovandosi senza un bassista definitivo. Le rotazioni continuano per meno di un anno, quando, nell'ottobre 2003 i Medications registrano il loro primo EP, chiamato 5 Songs pubblicato l'anno seguente con la Dischord Records e contenente, appunto, cinque pezzi. Per l'occasione Ocampo ritrova una sua vecchia conoscenza: Chad Molter, già membro dei Faraquet.
Per il loro vero debutto, però, bisogna aspettare il 2005 quando i tre registrano, ancora con la Dischord Records, Your Favorite People All In One Place.

## Formazione
- Devin Ocampo: chitarra e voce
- Andrew Becker: batteria
- Chad Molter: basso e voce

## Discografia

### LP/Album
| Anno | Titolo                                | Etichetta        |
| 2005 | Your Favorite People All In One Place | Dischord Records |
| 2010 | Completely Removed                    | Dischord Records |

### EP
| Anno | Titolo  | Etichetta        |
| 2003 | 5 Songs | Dischord Records |